# لغة إيدو
لغة إيدو (Ido) هي لغة اصطناعية أبتكرت لتصبح لغة ثانية عالمية لمتحدثي الخلفيات اللغوية المختلفة، وهي أسهل للتعلم من أي لغة عرقية. يوازي هذا الاستعمال المقصود الاستعمال الحالي للغة الإنجليزية كلغة تعارف، وكالفرنسية، والعربية ، واللاتينية، واليونانية في العصور السابقة. بخلاف اللغة الإنجليزية التي تعتبر لغة طبيعية وشاذة أحياناً، لغة إيدو صممت بشكل معين للانتظام المعجمي والإملائي والقواعدي. بهذا المعنى، إيدو تصنف كلغة مساعدة دولية. هي قد تكون ثاني أكثر اللغات استعمالاً بعد الإسبرانتو.
لغة إدو طورت مبكراً في بداية القرن العشرين، وتحتفظ بمتابعة صغيرة اليوم في أوروبا. هي بشكل كبير مستندة على الإسبرانتو، المصطنعة من قبل زامنهوف. ظهرت لغة إيدو أولاً في 1907 كنتيجة لرغبة إصلاح العيوب المحسوسة في الإسبيرانتو التي مؤيديها يعتقدون بأنها ليست سهلة التعلم لتكون بمثابة اللغة الثانية. العديد من مشاريع الإصلاح الأخرى ظهرت بعد إدو: أمثال الغربية ونوفيال اللتان ظهرتا بعد ذلك ولكن منذ ذلك الحين قد بهتت إلى الغموض. في الوقت الحاضر، لغة إيدو سوية مع الإسبرانتو واللغات الاصطناعية هم اللغات المساعدة الوحيدة التي تمتلك جزء كبيراً من الأدب وقاعدة متكلمين كبيرة نسبياً.
تستعمل لغة إدو الأبجدية اللاتينية ذات الحروف الستة والعشرين المستعملة في الأبجدية الإنجليزية بدون علامات صوتية. بينما لا تزال بشكل صرفي نظامي كاملة، تشبه لغة إدو لغات الرومانسية في الشكل ويظن البعض أحيانا أنها اللغة الإيطالية أو الإسبانية من النظرة الأولى. لغة إدو واضحة بشكل كبير لأولئك الذين درسوا الإسبيرانتو، مع ذلك هناك بعض الاختلافات في تشكيل الكلمة، والقواعد والكلمات الوظيفة القواعدية التي تجعلها أكثر من مشروع إصلاح بسيط. إدو هي لغة مستقلة.
بعد استهلالها، كسبت لغة إدو دعماً (تتراوح التخمينات عموماً حول 20 %) من بعض جاليات الإسبيرانتو في ذلك الوقت، لكن بعد الموت المفاجئ في 1914 لأحد أكثر مقترحيها المؤثرين، وهو لويس كوتورات، هبطت في الشعبية. كان هناك سببان لهذا: أولاً، ظهور الانشقاقات الدينية الأخرى التي نشأت عن مشاريع الإصلاح المتنافسة؛ وثانية قلة العامة التي تعي لغة إدو كمرشحة للغة دولية. أضعفت هذه العقبات الحركة وهي لم تزيد إلا بعد ظهور الإنترنت حيث بدأت باستعادة زخمها السابق.